# Joseph Vincendon
Joseph Vincendon, né le 8 octobre 1833 à Brézins (Isère) et mort le 14 décembre 1909 à Saint-Jean-de-Luz, est un général français, grand-croix de la Légion d'honneur.
Il se distingue particulièrement au sein des zouaves de l'armée d'Afrique au cours de la conquête de l'Algérie et lors de toutes les campagnes du Second Empire. Il combat ensuite durant la guerre franco-prussienne de 1870 au commandement d'un régiment puis participe à la répression de la Commune de Paris lors de la semaine sanglante en mai 1871.
Capitaine à vingt-trois ans, officier de la Légion d’honneur à vingt-cinq, colonel à trente-sept, général à quarante-deux, huit blessures et titulaires de nombreuses citations à l’ordre, le général Vincendon est une des figures de soldat les plus populaires de son temps.

## Biographie

### Famille
Il est le fils de Joseph Vincendon, né en 1804 à Brézins, cultivateur et de Émilie Vinoy (1813-1897).
Il est le neveu du général Joseph Vinoy, grand chancelier de la Légion d'honneur.

### Conquête de l'Algérie
Il part pour l'Algérie en 1852 et il s’engage, à 19 ans, au 2e régiment de zouaves le 13 avril. En décembre de la même année, il est caporal à l’attaque de Laghouat. Il est cité pour sa conduite puis nommé sergent.
En 1853, à l’expédition des Babors, il est cité à l’ordre de la division, pour « son entrain et son ardeur » dans les divers engagements avec les Kabyles.

### Guerre de Crimée
Il quitte l'Algérie pour prendre part à la guerre de Crimée. Au cours de celle-ci, il est promu sergent-major, puis sous-lieutenant avec plusieurs citations à l’ordre. Il y est blessé trois fois : un coup de feu à la bataille de l’Alma, le 20 septembre 1854, un coup de baïonnette qui lui traverse la cuisse gauche, à l’attaque des ouvrages blancs dans la nuit du 23 au 24 février 1855 ; et enfin le 7 juin 1855, à la prise du Mamelon Vert, un coup de feu qui lui traverse le côté droit de la poitrine.
Il sera fait plus tard 5e classe de l'ordre du Médjidié par l'Empire ottoman.

### Expédition de Kabylie (1857)
En 1856, il participe à l'expédition de la petite Kabylie ; il est de nouveau cité à l’ordre du régiment à la suite de l’attaque et de la prise des Beni-Kouffi. Il est encore cité à l’ordre de l’armée en 1857 pour sa belle conduite pendant l’expédition de la Grande-Kabylie : « Le 24 juin, le rapport officiel porte qu’il s’est précipité le premier à la tête de quelques zouaves seulement, dans les retranchements kabyles d’Ichériden qui furent enlevés. ».
Il est  fait chevalier de la Légion d’honneur et nommé capitaine alors âgé de seulement vingt-trois ans.

### Campagne d'Italie (1859)
Pendant la campagne d’Italie, il s'illustre lors de la bataille de Magenta livrée le 4 juin 1859.
Lors de la bataille « le jeune capitaine y est relevé meurtri de coups de crosse ; blessé d’un coup de feu et d’un coup de sabre. Son cheval est  achevé sous lui à coups de baïonnette ». On trouve le passage suivant dans une relation de la bataille de Magenta, écrite par l’aide de camp du général de Castagny : « Nos hardis tirailleurs faisaient des prodiges ; réunis par groupes, ils abordaient à la baïonnette des bataillons entiers. Un officier d’une bravoure inouïe, le jeune capitaine Vincendon des zouaves (depuis officier de la Légion d’honneur), soutint avec une poignée d’hommes le choc épouvantable de masses énormes qui l’entouraient de tous côtés ; monté sur un beau cheval arabe il se ruait dans les rangs épais des Autrichiens, et de son sabre se frayait un passage ; il poussa l’héroïque folie jusqu’à franchir d’un bond plusieurs rangs ennemis. Un officier supérieur étonné de tant d’audace, lui cria en le menaçant de son sabre : « Vous avez un s... toupet ! » la réponse de Vincendon fut terrible; d’un coup de revers, il coupa la face du commandant, et l’abattit à ses pieds. ».
L’empereur Napoléon III décore par un décret le drapeau du 2e zouaves qui a pris un drapeau autrichien lors de la bataille de Magenta. Le capitaine Vincendon est promu officier de la Légion d’honneur.

### Expédition contre les Beni-Snassen (1859)
De retour en Algérie, il est envoyé au Maroc lors de l’attaque contre les Beni-Snassem. Le 27 octobre 1859, sa compagnie de zouaves, alors que les soldats sont décimés par le choléra, est en tête de l'expédition. Il est cité à l’ordre de l’armée d’Afrique, et proposé pour chef de bataillon « pour s’être particulièrement distingué à l’expédition du Maroc, et notamment à la prise du col de Taffoural qu’il a enlevé à la tête de sa compagnie ».
En 1860, dans la Kabylie orientale, au combat des Béni-Aïcha, il est proposé pour la deuxième fois pour chef de bataillon.

### Expédition du Mexique
En 1862, il participe à l'expédition du Mexique.
Il se distingue à l’attaque et à la prise de Las Cumbres. Le 5 mai, lors de la bataille de Puebla, sa compagnie de zouaves est désignée pour marcher en tête de l’attaque dirigée contre le fort Guadalupe. Malgré une première blessure d’un coup de feu reçu à la cuisse droite, il reste à la tête de ses zouaves. Il atteint le mur d’enceinte et après avoir reconnu l’absence de brèche et de toute issue, il donne le signal de la retraite. Blessé d’un second coup de feu qui lui traverse et brise le pied gauche, il est sur le point de tomber aux mains de l’ennemi, lorsque ses zouaves chargeant à la baïonnette, le dégagent et l’entraînent par les jambes hors des atteintes de l’ennemi.
À la suite de ce combat, le capitaine Vincendon est cité à l’ordre et nommé chef de bataillon ; il a alors vingt-neuf ans et dix ans de services.
La gravité de ses blessures ne permet de l’évacuer sur la France qu’au mois de décembre 1863, et son état de faiblesse nécessite pendant le voyage, son débarquement à la Martinique, pour reprendre le bateau suivant.
Il est décoré de la médaille du Mexique et fait officier de l'ordre de Notre-Dame de Guadalupe.

### Retour en France
Il se rétablit rapidement, et reçoit, en 1864, le commandement du 8e bataillon de chasseurs à pied. Les succès de ce bataillon aux manœuvres de Châlons, sous le commandement du maréchal Niel en 1866, après trois inspections générales des plus brillantes, valent au chef de bataillon Vincendon une proposition pour le grade de lieutenant-colonel avec le 1er corps d’armée.
Nommé lieutenant-colonel le 3 août 1867, il est placé au 39e régiment d'infanterie qu’il commande pendant six mois.

### Guerre de 1870
Il est promu colonel du 4e régiment d'infanterie en 1870 devenant à 37 ans le plus jeune colonel de l'armée. Durant la guerre de 1870, il commande ce régiment au sein du 6e corps du maréchal Canrobert. À la bataille de Gravelotte, il est légèrement blessé d’un éclat d’obus. À Saint-Privat, le 4e de ligne défend le village contre la garde prussienne, qui est fauchée par des feux de salve, au commandement du colonel, ainsi que le rapporte l’« Histoire officielle de la guerre » par le grand état-major allemand.
Il est fait prisonnier après la capitulation de Metz le 28 octobre 1870.

### Commune de Paris
De retour de captivité, le colonel Vincendon arrive à Paris le 18 mars 1871. Au commandement du 4e régiment provisoire (futur 104e régiment d'infanterie), il prend part lors de la répression de la Commune de Paris au siège du fort d’Issy, aux travaux d’approche devant le Point-du-Jour et aux combats de la prise de Paris.
Il est promu commandeur de la Légion d'honneur au mois de septembre suivant.
Le 30 septembre 1875, le colonel Vincendon est nommé général de brigade et placé à la tête de la 45e brigade (23e division d'infanterie) à Limoges puis de la 8e brigade de cavalerie. Après deux ans de stage dans cette arme, il est nommé au commandement de la 58e brigade (29e division d'infanterie) à Marseille.

### Campagne de Tunisie (1881)
En 1881, le général Vincendon est le premier général désigné pour faire partie de l'expédition de Tunisie au sein d'un petit corps expéditionnaire organisé pour soumettre la Kroumirie .

### Dernières années
En 1884, il est nommé général de division et commande la 33e division d'infanterie entre 1884 et 1898.
Il est élevé à la dignité de grand officier de la Légion d'honneur le 4 mai 1889 puis passe grand-croix le 10 juillet 1896, décoration remise par le président Félix Faure, récompense d'une carrière d'exception.
En 1898, il passe au cadre de réserve.
Il est nommé président d'honneur de la « Société des vétérans des armées de terre et de mer 1870-1871 » le 9 mai 1902.
Il meurt le 14 décembre 1909 à Saint-Jean-de-Luz.
Ses obsèques sont célébrées le 17 décembre 1909, à l'église paroissiale de Saint-Jean-de-Luz devant plusieurs milliers de personnes.
Il était connu à St-Jean-De-Luz pour ses nombreuses villas portant les noms de batailles auxquelles il avait participé :« Icheriden », « L'Alma », « Magenta », « Solferino », « Puebla », « Cumbrès ».

## Hommages
« Une des gloires les plus pures de l'armée (Le Vétéran, 1910) ».
« Le général Vincendon est une des figures de soldat les plus populaires et sa carrière est peut-être la plus glorieuse de l’armée. Elle se résume en celte étonnante analyse : capitaine à vingt-trois ans, officier de la Légion d’honneur à vingt-cinq, colonel à trente-sept, général à quarante-deux, huit blessures et maintes citations à l’ordre. (Panthéon de la Légion d'honneur, 1883) »

## Décorations
- Grand-croix de la Légion d'honneur (10 juillet 1896)
  - Grand officier le 4 mai 1889
  - Commandeur le 2 septembre 1871
  - Officier le 4 juin 1859
  - Chevalier le 16 avril 1856

### Sources contemporaines
- « Le général Vincendon », Le Vétéran, no 1,‎ 5 janvier 1910, p. 2 (lire en ligne sur Gallica).
- Théophile Lamathière, Panthéon de la Légion d'honneur-dictionnaire biographique des hommes du XIXe siècle, vol. 9, Paris, E. Dentu, 1875-1911 (lire en ligne sur Gallica), p. 128-131

### Sources modernes
- Michel Wattel et Béatrice Wattel (préf. André Damien), Les Grand’Croix de la Légion d’honneur : De 1805 à nos jours, titulaires français et étrangers, Paris, Archives et Culture, 2009 (ISBN 978-2-35077-135-9), p. 397.
- Dossier au Service Historique de la Défense : côte 9 YD 42